# 탐보프주

탐보프주의 소형 국장

탐보프주(러시아어: Тамбо́вская о́бласть Tambovskaya oblastʹ[*])는 러시아의 연방주체 (주)이다. 행정중심은 도시인 탐보프이다. 2010년 인구 조사에 따르면 인구는 1,091,994명이었다.

## 지리
탐보프주는 산림초원에 위치한다. 랴잔, 펜자, 사라토프, 보로네시, 리페츠크주와 접한다.

### 시간대
모스크바 시간 (MSK/MSD)에 놓여 있다. UTC와의 시차는 +03:00 (MSK)/+04:00 (MSD)이다.

## 행정 구역

### 군
- 본다르스키군
- 가브릴롭스키군
- 인자빈스키군
- 키르사놉스키군
- 미추린스키군
- 모르돕스키군
- 모르샨스키군
- 무치캅스키군
- 니키포롭스키군
- 페르보마이스키군
- 페트롭스키군
- 피차옙스키군
- 라스카좁스키군
- 르작신스키군
- 삼푸르스키군
- 소스놉스키군
- 스타로유리옙스키군
- 탐봅스키군
- 토카렙스키군
- 우메츠키군
- 우바롭스키군
- 제르뎁스키군
- 즈나멘스키군

## 주민
거의 대부분의 주민이 러시아인이다.
| 민족           | 2002년도의 인구 수 (*보관됨 2012-01-26 - 웨이백 머신) |
| -------------- | ----------------------------------------------------- |
| 러시아인       | 1136,9                                                |
| 우크라이나인   | 10,8                                                  |
| 아르메니아인   | 4,3                                                   |
| 집시           | 3,0                                                   |
| 타타르인       | 2,7                                                   |
| 벨라루스인     | 2,4                                                   |
| 아제르바이잔인 | 2,3                                                   |
| 독일인         | 1,1                                                   |
| 야지디         | 1,0                                                   |

| 연도                | 인구      | ±%     |
| ------------------- | --------- | ------ |
| 1959                | 1,549,001 | —      |
| 1970                | 1,511,938 | −2.4%  |
| 1979                | 1,390,048 | −8.1%  |
| 1989                | 1,320,763 | −5.0%  |
| 2002                | 1,178,443 | −10.8% |
| 2010                | 1,091,994 | −7.3%  |
| 2021                | 982,991   | −10.0% |
| Source: Census data |           |        |

인구: 982,991 (2021년 인구 조사); 1,091,994 (2010년 인구 조사); 1,178,443 (2002년 인구 조사); 1,320,763 (1989년 인구 조사).